# Il cuore delle cose
Il cuore delle cose, talvolta tradotto come Anima o Anima e Cuore, è un romanzo dello scrittore giapponese Natsume Sōseki, pseudonimo di Kinnosuke Natsume. Il romanzo è stato pubblicato in Giappone nel 1914; la prima edizione italiana è del 1981, edita da Editoriale Nuova, tradotta da Nicoletta Spadavecchia, con un'introduzione a cura di Gian Carlo Calza.

## Struttura
Il romanzo è diviso in tre sezioni dal titolo "Il maestro e io", "I miei genitori e io" e "Il maestro e il suo testamento morale". Le prime due sezioni sono narrate in prima persona dall'allievo (del quale, analogamente al maestro, non si conosce il nome), mentre l'ultima sezione è narrata in prima persona dal maestro, in quanto è costituita dal suo testamento morale.

## Trama
Il romanzo narra del rapporto tra un giovane studente e un maestro, conosciuto fortuitamente a Kamakura, il quale vive in una condizione di totale isolamento dal mondo nella sua residenza a Tōkyō. 
Nonostante l'iniziale distacco del maestro, lo studente piano piano riesce ad avvicinarsi a questa figura enigmatica, che non ama parlare molto di sé e che nelle frequenti discussioni con il ragazzo lascia intendere di aver trascorso un passato drammatico, senza però approfondirne i particolari. 
Il maestro vive a Tōkyō in condizioni modeste, in compagnia della moglie e di una domestica. Durante le sue visite, il ragazzo ha modo di conoscere anche la moglie del maestro, molto devota al marito, la quale però non crede di suscitare in lui un analogo sentimento, per il pessimismo del maestro nei confronti del genere umano.
Sono numerose questioni che rimangono aperte (tra cui di chi sia la tomba che il maestro va spesso a visitare e cosa sia successo in passato per giustificare un atteggiamento simile) quando il giovane studente deve ritornare al paese natale perché il padre è in gravi condizioni di salute. Nel partire da Tōkyō, il maestro si raccomanda di discutere le questioni dell'eredità prima della scomparsa del genitore.
Tornato a casa dei genitori, trascorre un periodo di tempo con la famiglia, fino all'aggravamento delle condizioni del padre, che non gli permettono di tornare a Tōkyō. Lo studente scrive lettere indirizzate al maestro, ma non ne riceve risposta per molto tempo, fino al giorno in cui non arriva una sua lettera, dove gli chiede di tornare a Tōkyō per discutere di questioni importanti. Il ragazzo, essendo impossibilitato a tornare a Tōkyō a causa delle drammatiche condizioni di salute del genitore, scrive una lettera al maestro in cui spiega la situazione e, tempo dopo, riceve la risposta dal mentore: il lungo testamento morale che il maestro ha scritto prima di togliersi la vita.
In questa lunga lettera, il maestro racconta il suo passato, dando risposta ai molti dubbi seminati nella prima parte. La sfiducia e il pessimismo nei confronti delle altre persone nascono dalla disputa sull'eredità familiare, della quale viene defraudato dallo zio. Con il patrimonio che è riuscito a recuperare, continua gli studi e si trasferisce in una residenza, dove vive un'anziana signora, vedova di un militare, la figlia e la domestica. Un rapporto sempre più stretto si instaura tra il maestro, allora studente, e i membri della famiglia, soprattutto nei confronti della figlia, per cui inizia a nutrire un sentimento di affetto. 
La situazione viene sconvolta dall'arrivo dell'amico del maestro, K., da lui stesso invitato a vivere in una stanza di quella stessa residenza, per aiutarlo a superare il momento difficile. I rapporti con la famiglia però si complicano proprio a causa dell'arrivo di K., una personalità enigmatica e introversa, che sembra attirare le attenzioni della signorina, figlia della vedova, provocando le gelosie del maestro. I presentimenti del maestro vengono confermati dalla confessione di K. che ammette di essersi innamorato della signorina. In un impeto di gelosia, il maestro cerca un momento in cui parlare da solo con la vedova e le comunica la volontà di sposare sua figlia, subito accordata dalla donna che nutre una buona considerazione nei suoi confronti. Il maestro però non ha il coraggio di rivelare a K. la decisione appena presa. K. lo scopre inaspettatamente dalla vedova e, due giorni dopo, il maestro trova il corpo senza vita di K., morto suicida nella propria stanza. Questo evento sconvolge la vita del maestro, che, imputandosi colpevole dell'accaduto, si rinchiude tra i libri, senza tuttavia avere uno scopo, allontanandosi ancor di più dal mondo. 
Né il matrimonio, né la morte della suocera, cambiano molto la situazione. Anche se rimasto solo con la moglie, il maestro continua la sua vita isolata, con il proposito di vivere come un morto, meditando anche al suicidio, senza però mai metterlo in atto sino ad un evento storico che gli cambia prospettiva: muore il generale Nogi, il quale, secondo il codice samurai, aveva compiuto l'atto di junshi a seguito della morte dell'Imperatore Mutsuhito. È questo evento che lo porta a meditare il suicidio, un atto di junshi, ovvero il seguire il proprio signore nella morte che, in questo caso, è rappresentato dall'epoca Meiji, appena conclusasi. 
Negli ultimi giorni di vita, il maestro scrive la lunga lettera all'allievo, descrivendogli la sua esperienza personale con il solo scopo di aiutarlo a capire, almeno in minima parte, ciò che siamo. A questo punto, con la consapevolezza di continuare a vivere nell'anima del giovane, decide di togliersi la vita.

## Quarta di copertina
“Anch'io vorrei / divenire / puro e limpido, / affinché ancora più luminosa splenda / la luna nel mio cuore”, “Come vorrei / la luna di questa notte / prendere con me, / per illuminare chi vaga / sullo scosceso sentiero della morte”, “Effimera, / vana è la vita, / come rugiada svanirà / e in un campo ognuno / sarà portato”.
Questi waka (nella forma classica della poesia giapponese in 31 sillabe) di Saigyō, poeta giapponese del dodicesimo
secolo, (Sōseki amò sempre profondamente la poesia) esprimono ed illustrano meglio di qualsiasi analisi critica o dotto commento l'essenza di questo romanzo, scritto nel 1914, due anni prima della morte dell'autore. L'anelito verso la purezza spirituale e l'irredimibile malinconia e la profonda angoscia che seguono alla scoperta che nulla ha una reale consistenza: nessun senso alberga nelle cose, nessuno scopo anima l'esistenza. Allora, dinanzi alla lontananza irraggiungibile della purezza lunare, non resta che l'estremo e disperato tentativo di appropriarsene, sprofondando nelle mute tenebre della morte, sussurrando un mesto e velenoso canto d'addio, distillato dall'anima, dal cuore dell'uomo.

## Citazione
La solitudine è il prezzo che dobbiamo pagare per essere nati in questa epoca moderna, così piena di libertà, indipendenza, ed egoistica affermazione individuale.

## Edizioni
- Sōseki Natsume, Anima, traduzione di Nicoletta Spadavecchia con saggio introduttivo di Gian Carlo Calza, Editoriale Nuova, 1981.
- Sōseki Natsume, Anima, traduzione di Nicoletta Spadavecchia con saggio introduttivo di Gian Carlo Calza, L'Ottava, 1987.
- Sōseki Natsume, Anima, traduzione di Nicoletta Spadavecchia, con uno scritto di Tanikawa Tetsuzo, SE, 1993.
- Sōseki Natsume, Il cuore delle cose, traduzione di Nicoletta Spadavecchia, Neri Pozza, 2001.
- Sōseki Natsume, Anima e cuore, traduzione di Antonio Vacca, 2013.